# Hilde Schreiber
Hildegard “Hilde” Schreiber (* 4. Februar 1926 in Wien; † unbekannt) ist/war eine österreichische Filmschauspielerin.

## Leben und Wirken
Die Kaufmannstochter besuchte die Mädchenoberschule und anschließend auch kurz eine Handelsschule. Ihr Berufsleben startete Hilde Schreiber 1943 als Sekretärin und war nach Kriegsende 1945 auch noch drei Jahre lang als Dolmetscherin tätig. Erst dann begann sie sich der Schauspielerei zuzuwenden und trat sowohl im Film als auch im Rundfunk auf, ohne dabei größeren Eindruck zu hinterlassen. Ihre Englischkenntnisse ermöglichten Hilde Schreiber sogar auch Auftritte in zwei in Österreich entstandenen US-Produktionen. Seit 1963 verliert sich ihre Spur. Über ein etwaiges Ableben Hildegard Schreibers ist derzeit nichts bekannt.

## Filmografie
- 1949: Märchen vom Glück
- 1949: Kleiner Schwindel am Wolfgangsee
- 1950: Seitensprünge im Schnee
- 1950: The Magic Face
- 1951: Der alte Sünder
- 1955: Ihr erstes Rendezvous
- 1956: The Story of Pan Yosef (TV-Film)
- 1956: Nina
- 1957: Die Schönste
- 1958: Die Landärztin
- 1959: Und ewig singen die Wälder
- 1961: Zu viele Köche (TV-Serie, eine Folge)